# Luigi Bellotti
Luigi Bellotti (ur. 17 marca 1914 w Weronie, zm. 23 września 1995) – włoski duchowny rzymskokatolicki, arcybiskup tytularny, dyplomata papieski.

## Biografia
11 lipca 1937 otrzymał święcenia prezbiteriatu.
18 lipca 1964 papież Paweł VI mianował go delegatem apostolskim w Afryce Środkowo-Zachodniej oraz arcybiskupem tytularnym voncariańskim. 4 października 1964 przyjął sakrę biskupią z rąk biskupa werońskiego Giuseppe Carraro. Współkonsekratorami byli arcybiskup Lanciano i Ortony Pacifico Maria Luigi Perantoni OFM oraz biskup foggijski Giuseppe Lenotti.
Jako ojciec soborowy wziął udział w trzeciej i czwartej sesji soboru watykańskiego II.
27 listopada 1969 został przeniesiony na urząd pronuncjusza apostolskiego w Ugandzie. Pełniąc to stanowisko został oskarżony przez prezydenta Ugandy Idiego Amina o szpiegostwo na rzecz CIA, wyjazdy poza Kampalę bez zezwolenia Ministerstwa Spraw Zagranicznych oraz szerzenie antyrządowych pogłosek.
2 września 1975 abp Bellotti został przeniesiony na stanowisko nuncjusza apostolskiego w Urugwaju. 27 października 1981 papież Jan Paweł II mianował go delegatem apostolskim w Skandynawii. Za czasów piastowania przez niego tego urzędu Stolica Apostolska nawiązała w 1982 stosunki dyplomatyczne z Królestwem Danii, Królestwem Norwegii i Królestwem Szwecji. Tym samym papieska misja w Skandynawii 2 października 1982 została podniesiona do rangi nuncjatury apostolskiej, a abp Bellotti został nuncjuszem apostolskim. Misję tę pełnił do października 1985, gdy przeszedł na emeryturę.